# Horst Uwe Keller
Horst Uwe Keller (* 25. Januar 1941 in Prag) ist ein deutscher Physiker, der sich mit Kometenforschung und Planetenforschung befasst.
Keller studierte ab 1960 Physik an der Universität Hamburg und der Universität München mit dem Diplom 1967 und der Promotion 1971 in München bei Ludwig Biermann im Bereich Kometenforschung (Max-Planck-Institut für Physik und Astrophysik). Als Post-Doktorand war er drei Jahre in den USA (unter anderem beriet er die Skylab-Astronauten bei der NASA in Kometenbeobachtung) und habilitierte sich danach 1977 an der Universität Göttingen. Von 1976 bis 2006 war er am Max-Planck-Institut für Sonnensystemforschung (MPS) in Katlenburg-Lindau (früher MPI für Aeronomie) und dort an vielen Weltraumprojekten beteiligt wie Giotto (1986) zum Halleyschen Kometen, bei der die Kamera vom MPS stammte unter Leitung von Keller. Er war an der Cassini-Huygens Mission zum Saturn beteiligt, an Venus Express zur Venus, Mars Express, Mars Pathfinder, Mars Polar Lander und Phoenix zum Mars, SMART-1 zum Erdmond, DAWN zu Asteroiden und der Asteroiden/Kometen Mission Rosetta.
Er war dabei Principal Investigator unter anderem bei der Halley Multicolour Camera in Giotto, dem IR Infrared Spectrometer für SMART 1, OSIRIS Science Imagers bei Rosetta und der Framing Camera bei DAWN.
1990 erhielt er den Stern-Gerlach-Preis und 2007 die Christaan-Huygens-Medaille der European Geosciences Union. 1997 erhielt er mit seiner Gruppe den Goldenen Löwen als Sonderpreis für die IMP Kamera beim Mars Pathfinder Projekt. Der Asteroid (5938) Keller ist nach ihm benannt. Außerdem erhielt er Preise der NASA und ESA.

## Schriften
- Das neue Bild der Kometen, Phys. Blätter, Band 46, 1990, 220-226